# Acquanegra sul Chiese
Acquanegra sul Chiese är en ort och kommun i provinsen Mantua i regionen Lombardiet i Italien. Kommunen hade 2 865 invånare (2018).